# Andy Kohlberg
Andy Kohlberg (New York, 17 agosto 1959) è un ex tennista e dirigente sportivo statunitense. Dal 2017 è presidente del Maiorca.

## Carriera
In carriera ha vinto 1 titolo di doppio all'Atlanta Open 1986, in coppia con il connazionale Robert Van't Hof. Nei tornei del Grande Slam ha ottenuto il suo miglior risultato raggiungendo le semifinali di doppio misto a Wimbledon nel 1987, i quarti di finale di doppio misto agli US Open nel 1987, e i quarti di finale di doppio sempre agli US Open nel 1985, in coppia con Robert Van't Hof.

## Statistiche

### Doppio

#### Vittorie (1)
| Numero | Anno | Torneo                | Superficie | Compagno         | Avversari in finale        | Punteggio |
| 1.     | 1986 | Atlanta Open, Atlanta | Sintetico  | Robert Van't Hof | Christo Steyn Danie Visser | 6-2, 6-3  |